# Processamento de gás natural

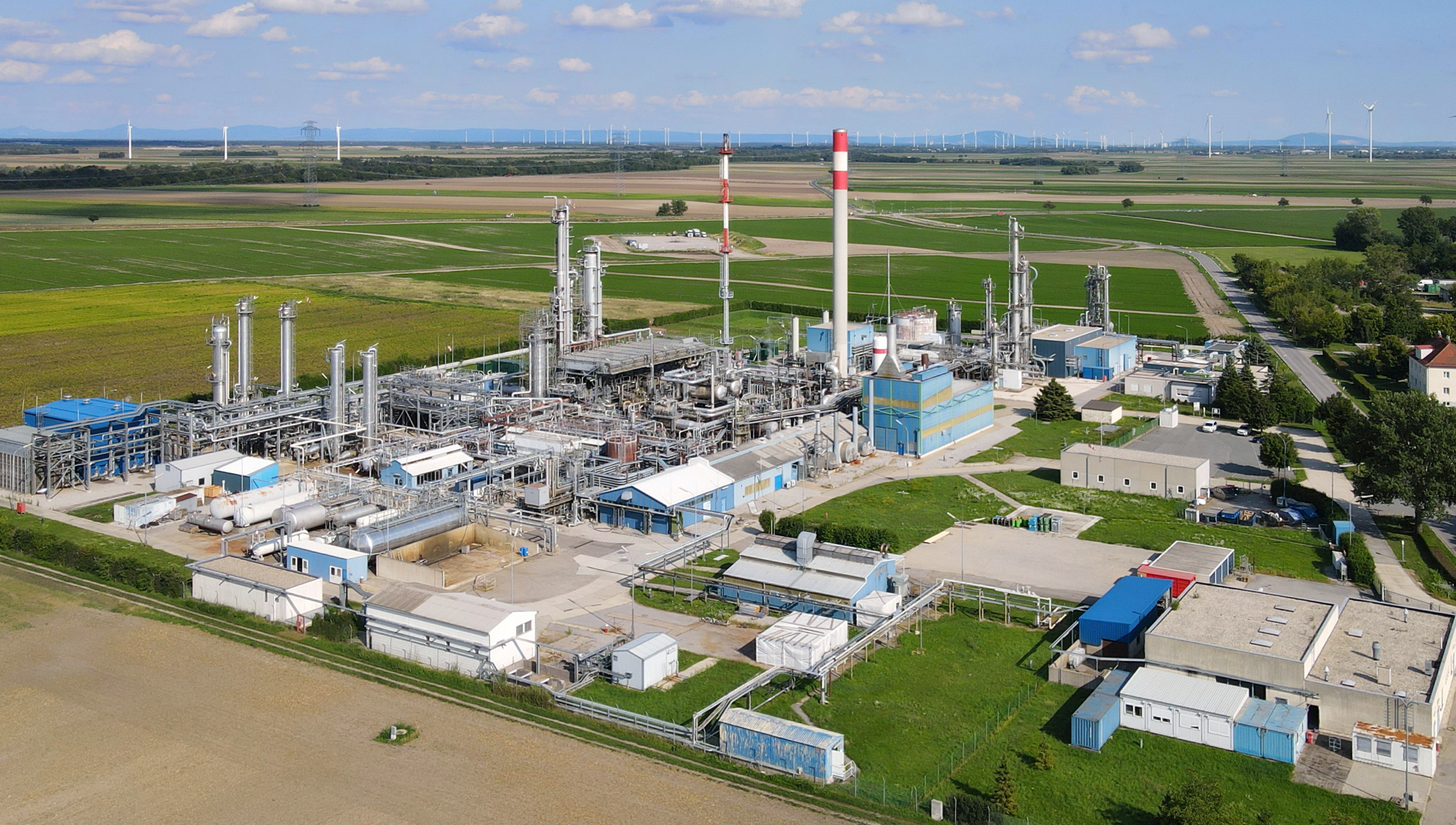
Uma planta de processamento de gás natural

Plantas de processamento de gás natural, ou fracionadoras, são usadas para purificar as matérias-primas de gás natural produzido a partir de extração de campos de gás subterrâneos ou na superfície dos líquidos produzidos a partir de poços de petróleo. Uma planta em pleno funcionamento vai entregar aos gasodutos gás natural de qualidade que pode ser usado como combustível pelos consumidores residenciais, comerciais e industriais. Contaminantes são removidos e hidrocarbonetos mais pesados são capturados para outros usos comerciais. Por razões econômicas, no entanto, algumas plantas podem ser projetadas para produzir um produto intermediário, geralmente contendo mais de 90% de metano puro e menores quantidades de nitrogênio, dióxido de carbono e, por vezes etano. Isso pode ser processado em plantas a jusante ou utilizados como matéria-prima para fabricação de produtos químicos.